# Ermelo (Mondim de Basto)
Ermelo é uma povoação portuguesa do Município de Mondim de Basto que foi sede da extinta Freguesia de Ermelo, freguesia que tinha 40,36 km² de área e 483 habitantes (2011), e, por isso, uma densidade populacional de 12 hab/km².
A Freguesia de Ermelo foi extinta (agregada) pela reorganização administrativa de 2012/2013, tendo o seu território sido agregado ao da Freguesia de Pardelhas para criar a União de Freguesias de Ermelo e Pardelhas.

## História
A povoação de Ermelo teve forais dados por D. Sancho I (Guimarães, em Abril de 1196), que a elevou a vila e sede de concelho, e por D. Manuel I (Lisboa, 3 de Junho de 1514). O concelho era constituído pelas freguesias de Bilhó, Campanhó, Ermelo', Pardelhas e Lamas de Olo. Tinha, em 1801, 2 091 habitantes. Após as primeiras reformas administrativas do Liberalismo, passou a integrar também as freguesias de Campeã, Quintã e Vila Cova. Tinha, em 1849, 4 314 habitantes. Em 31 de Dezembro de 1853, o concelho foi extinto, sendo as suas freguesias divididas entre os concelhos (atuais municípios) de Mondim de Basto e Vila Real.

## Etimologia
Ermelo deriva provavelmente do germânico lo,  que significa floresta e de irmin do qual existem diversas explicações entre as quais a palavra  "divino" ou a referência ao antigo deus germânico de nome Irmin. Uma outra explicação  para a palavra é eremus, proveniência latina cujo significado é solitário ou desértico.[carece de fontes?]

## Demografia

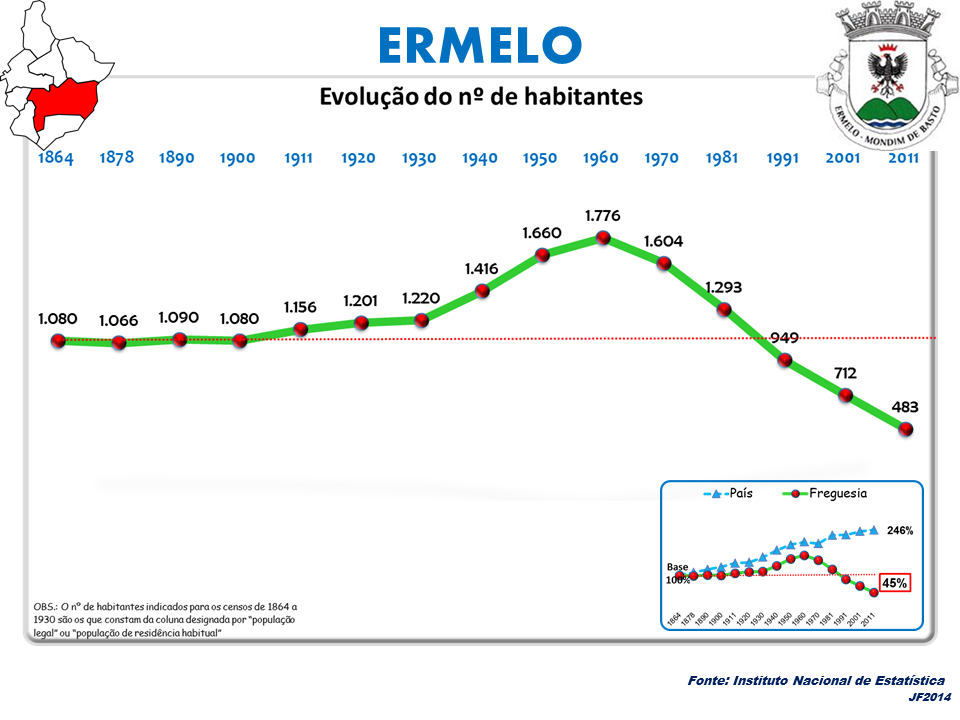
Evolução da População 1864 / 2011
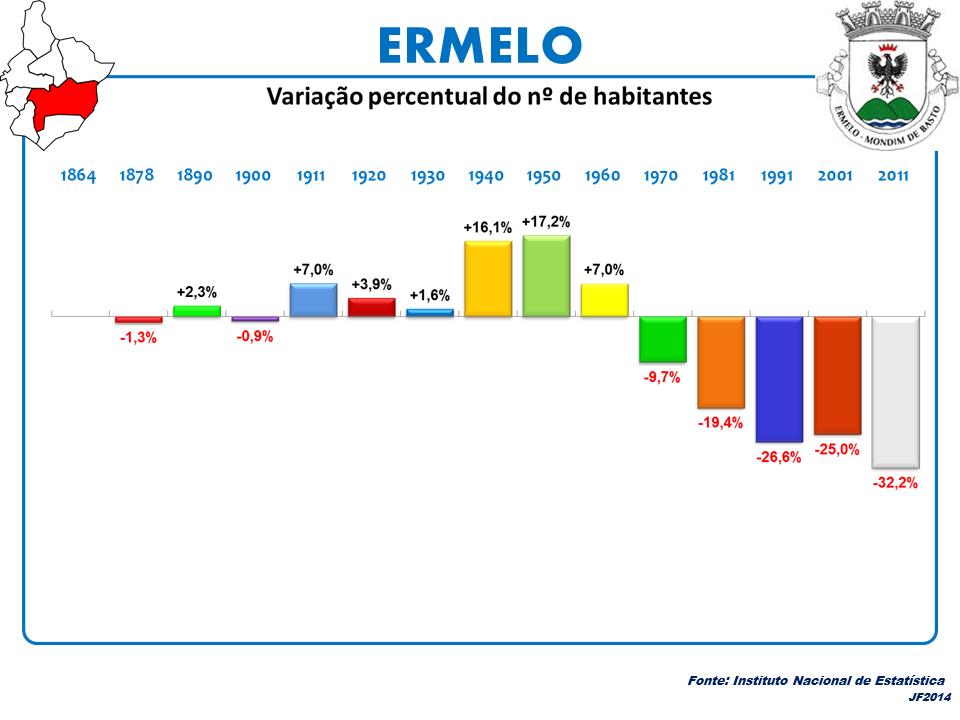
Variação da População 1864 / 2011
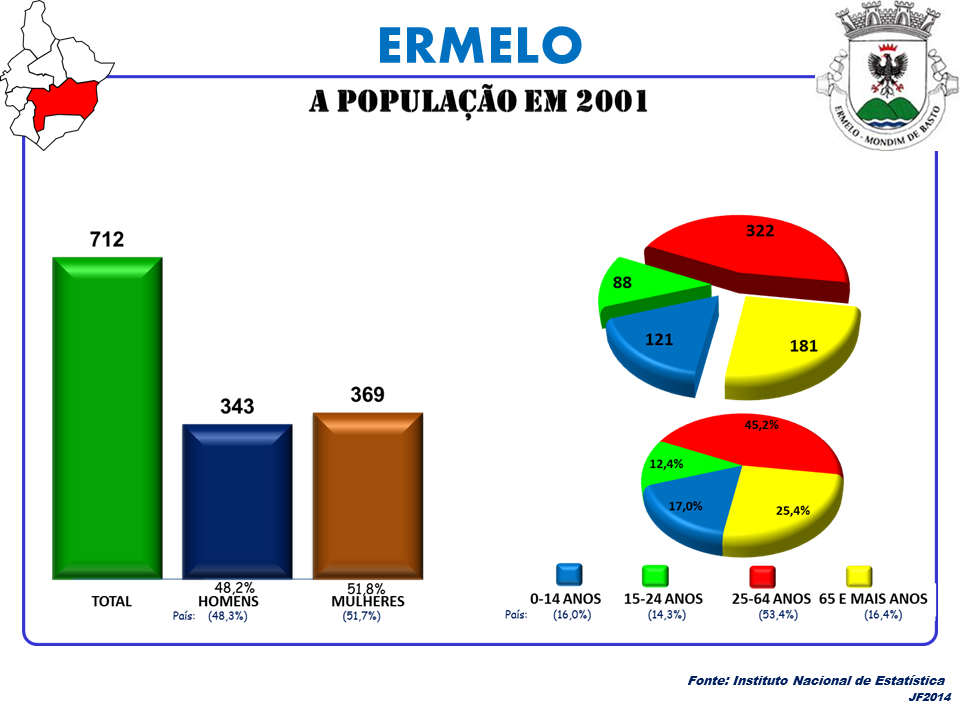
A População em 2001
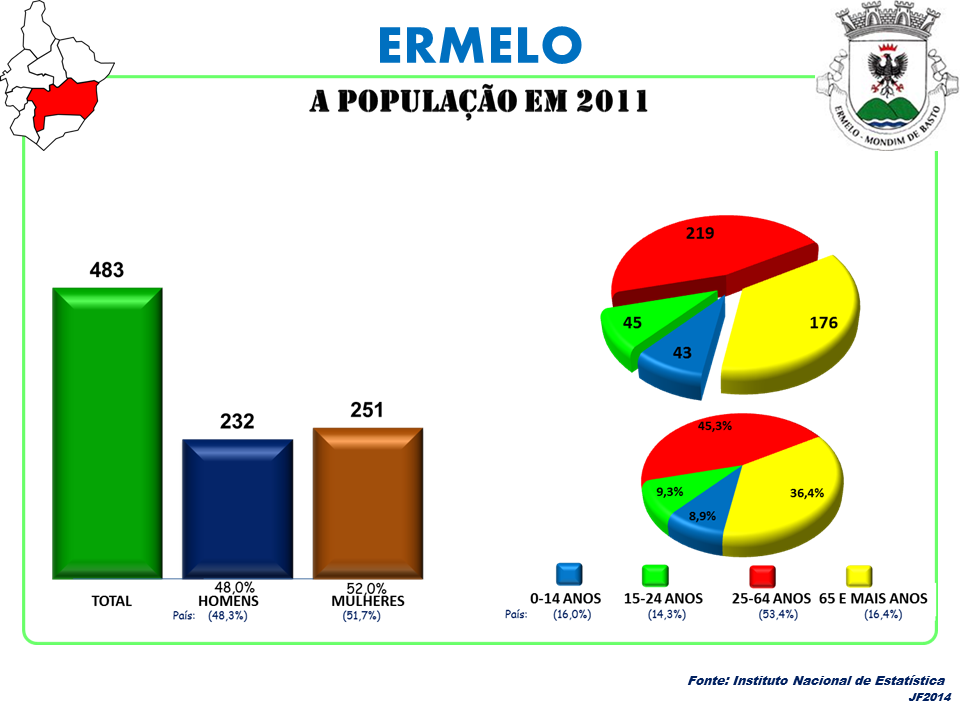
A População em 2011

## Património natural
- Cascata de Fisgas do Ermelo

## Património

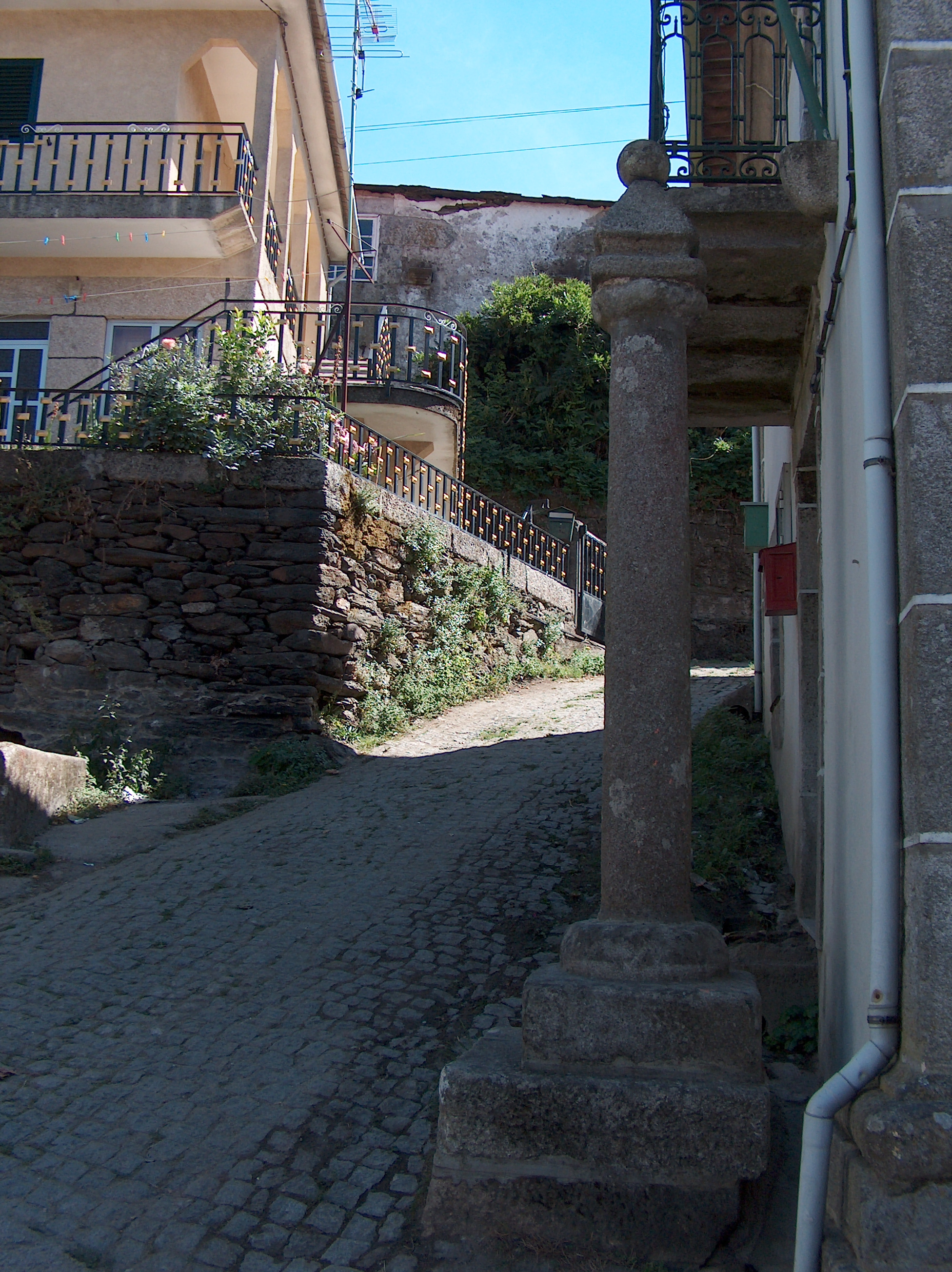
Pelourinho de Ermelo

- Ponte de Ermelo sobre o Rio Olo
- Pelourinho de Ermelo
- Historia de Ermelo
- As fisgas de Ermelo